# Área de Protección Histórica

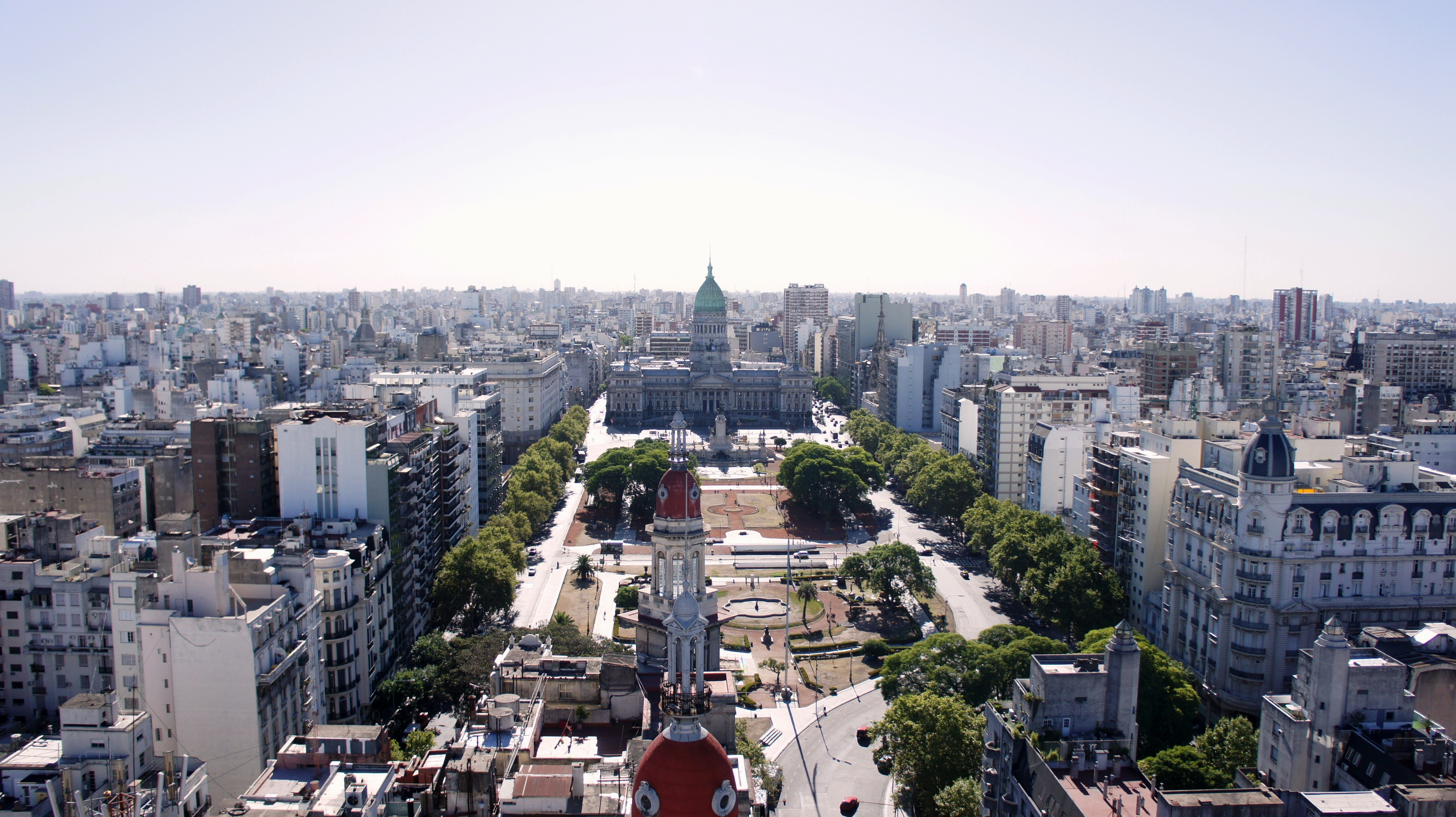
El Conjunto Plaza Congreso forma parte de las áreas de protección histórica de la Ciudad de Buenos Aires.

Las Áreas de Protección Históricas (APH) son distritos urbanísticos de la Ciudad de Buenos Aires que definen zonas especiales reconocidas por sus valores históricos, arquitectónicos, simbólicos y ambientales que por sus características diferenciales son merecedoras de protección. Estos distritos reglamentan las normas para la protección edilicia, las obras nuevas, los usos y la publicidad, así como la intervención en el espacio público. Conforman polígonos que se encuentran regulados en el Código de Planeamiento Urbano (CPU), y la Dirección General de Interpretación Urbanística es la Autoridad de Aplicación de dichas normativas.
De acuerdo a la Constitución de la Ciudad de Buenos Aires cualquier sujeto con iniciativa legislativa puede proponer un proyecto de catalogación de un edificio o la creación de un Área de Protección Histórica.

## Niveles de protección edilicia
El instrumento legal para la protección de los edificios es la Catalogación, y hay tres posibles niveles de Protección, según los criterios de valoración definidos en el CPU.
- Nivel de protección integral: Edificios de interés especial cuyo valor de orden histórico o arquitectónico los ha constituido en hitos urbanos, que los hace merecedores de una protección integral. Protege la totalidad de cada edificio conservando todas sus características, arquitectónicas y sus formas de ocupación del espacio.
- Nivel de protección estructural: Edificios de carácter singular y tipológico, que por su valor histórico, arquitectónico, urbanístico o simbólico caracterizan su entorno o califican un espacio urbano. Protege el exterior del edificio, su tipología, los elementos básicos que definen su forma de articulación y ocupación del espacio, permitiendo modificaciones que no alteren su volumen.
- Nivel de protección cautelar: Edificios cuyo valor reconocido es el de constituir la referencia formal y cultural del área, justificar y dar sentido al conjunto. Protege la imagen característica del área previniendo actuaciones contradictorias en el tejido y la morfología.

## Listado de distritos APH
- Distrito APH1: San Telmo - Avenida de Mayo
- Distrito APH2: Parque 3 de Febrero
- Distrito APH3: Ámbito Grand Bourg y Palermo Chico
- Distrito APH4: Entorno Estación Belgrano “R”
- Distrito APH5: Ámbito Iglesia Santa Felicitas
- Distrito APH6: Ámbito Basílica Sagrado Corazón
- Distrito APH7: Ámbito Estación Hipólito Yrigoyen y Viaducto del Ferrocarril General Roca
- Distrito APH9: Conjunto Colonia Sola (Ferrocarril General Roca)
- Distrito APH10: Esquina Homero Manzi – San Juan y Boedo
- Distrito APH11: Confitería Las Violetas
- Distrito APH12: Confitería La Ideal
- Distrito APH13: Iglesia Nuestra Señora de Balvanera - Colegio San José
- Distrito APH14: Ámbito Recoleta
- Distrito APH15: Casco Histórico de Flores
- Distrito APH16: Pasajes Rivarola y La Piedad y su entorno
- Distrito APH17: Plaza Mitre
- Distrito APH18: Santa Casa de Ejercicios Espirituales
- Distrito APH19: Casa Bomba Caballito
- Distrito APH20: Casa Bomba (Av. Beiró, Mercedes, Gualeguaychú y J. P. Varela)
- Distrito APH21: Edificios Administrativos del Antiguo Matadero
- Distrito APH22: Plaza Belgrano y entorno
- Distrito APH23: Puente Alsina
- Distrito APH26: Pasaje Butteler
- Distrito APH27: Barrio San Vicente de Paul
- Distrito APH28: Barrio Rawson Archivado el 20 de septiembre de 2018 en Wayback Machine.
- Distrito APH29: Barrio Cafferata
- Distrito APH30: Av. Alvear y su Entorno
- Distrito APH31: Entorno Plaza Lavalle
- Distrito APH32: Mercado de Abasto
- Distrito APH36: Plaza Arenales y Estación Devoto
- Distrito APH38: Entorno Plaza San Martín, Plaza Fuerza Aérea Argentina y Museo Ferroviario
- Distrito APH42: Calle Melián entre Olazábal y La Pampa
- Distrito APH44: Barrancas de Belgrano
- Distrito APH45: Parque Avellaneda y entorno
- Distrito APH46: Barrio Inglés
- Distrito APH48: Estación Coghlan y entorno
- Distrito APH50: Avenida Callao
- Distrito APH51: Catedral al Norte
- Distrito APH53: Floresta